# Pamphobeteus
Pamphobeteus is een geslacht van spinnen uit de familie vogelspinnen (Theraphosidae).

## Soorten
De volgende soorten zijn bij het geslacht ingedeeld:
- Pamphobeteus antinous Pocock, 1903
- Pamphobeteus augusti (Simon, 1889)
- Pamphobeteus crassifemur Bertani, Fukushima & Silva, 2008
- Pamphobeteus ferox (Ausserer, 1875)
- Pamphobeteus fortis (Ausserer, 1875)
- Pamphobeteus grandis Bertani, Fukushima & Silva, 2008
- Pamphobeteus insignis Pocock, 1903
- Pamphobeteus nigricolor (Ausserer, 1875)
- Pamphobeteus ornatus Pocock, 1903
- Pamphobeteus petersi Schmidt, 2002
- Pamphobeteus ultramarinus Schmidt, 1995
- Pamphobeteus vespertinus (Simon, 1889)